# Parastenaropodites longiuscula

Parastenaropodites longiuscula  (лат.) — ископаемый вид насекомых из семейства Mesorthopteridae (отряд Grylloblattida). Триасовый период (Dzhailoucho area, Madygen Formation, карнийский ярус, возраст находки 221—235 млн лет), Кыргызстан, Ош (40.1° N, 70.2° E).

## Описание
Длина переднего крыла — 30,5—38,0 мм. Костальная область переднего крыла в 1,8—2,5 раз шире субкостальной области. Пронотум вытянутый, расширенный кзади. Голова маленькая, уже чем пронотум. Голова тёмная, пронотум светлый с двумя продольными тёмными полосками.   Сестринские таксоны: Parastenaropodites aquilonius, P. stirps, P. exossis, P. fluxa, P. intricatus, P. circumhumatus, P. panneus, P. rigidus, P. vyatica. Вид был впервые описан в 1996 году российским палеоэнтомологом Сергеем Стороженко (Биолого-почвенный институт ДВО РАН, Владивосток) по ископаемым отпечаткам.